# Приазовская (станица)
Приазо́вская — станица в Приморско-Ахтарском районе Краснодарского края.
Административный центр Приазовского сельского поселения.

## Население
| 2002 | 2010  |
| ---- | ----- |
| 1851 | ↘1701 |

## Улицы
| - ул. Дружбы, - ул. Железнодорожная, - ул. Западная, - пер. Западный, - ул. Коммунистическая, - ул. Красная, | - ул. Кубанская, - ул. Ленина, - ул. Молодёжная, - ул. Новая, - ул. Первомайская, - ул. Переселенческая, | - ул. Пионерская, - ул. Садовая, - ул. Театральная, - ул. Центральная, - ул. Элеваторная, - ул. Юбилейная. |